# 菅原龍之助
菅原 龍之助（すがわら りゅうのすけ、2000年7月28日 - ）は、宮城県石巻市出身のプロサッカー選手。Jリーグ・栃木SC所属。ポジションはフォワード（FW）。

## 来歴
ベガルタ仙台のアカデミー出身。仙台ユース所属時の2018年3月、トップチームに2種登録され、同年4月18日のルヴァンカップ・グループステージ第4節アルビレックス新潟戦でトップチームデビューした。後年トップチームと契約した工藤蒼生と工藤真人も当時の新潟戦に出たユース選手である。
2011年、復興支援を目的にしたサッカー教室「東北人魂」に少年時代に参加しており、そこには講師として遠藤康（現ベガルタ在籍）が携わっていた。約十年後にベガルタに内定した菅原は練習中の遠藤にそれを告げると、遠藤は「正直、嬉しさと感動で練習に身が入らなかった」と語っている。
2019年、産業能率大学に進学。
2022年8月2日、2023年シーズンからのベガルタ仙台の入団が発表された。そして8月12日に特別指定選手としてベガルタ仙台でプレーすることとなった。
2023年7月12日、天皇杯3回戦の名古屋グランパス戦でランゲラック相手に公式戦初ゴールを挙げ、PK戦のキックも成功させた。
8月6日、ジュビロ磐田のJ参入30周年記念試合で待望のJ初ゴールを決めた。
2025年、栃木SCに期限付き移籍。

## 所属クラブ
- 湊サッカースポーツ少年団（石巻市立湊小学校）
- 2013年 - 2015年 ベガルタ仙台ジュニアユース（石巻市立湊中学校）
- 2016年 - 2018年 ベガルタ仙台ユース（仙台市立仙台商業高等学校）
  - 2018年3月 - 同年12月  ベガルタ仙台（2種登録選手）
- 2019年 - 2022年 産業能率大学
  - 2022年8月 - 同年12月  ベガルタ仙台（特別指定選手）
- 2023年 -  ベガルタ仙台
  - 2025年 -  栃木SC （期限付き移籍）

## 個人成績
| 国内大会個人成績 | 国内大会個人成績 | 国内大会個人成績 | 国内大会個人成績 | 国内大会個人成績 | 国内大会個人成績 | 国内大会個人成績 | 国内大会個人成績 | 国内大会個人成績 | 国内大会個人成績 | 国内大会個人成績 | 国内大会個人成績 |
| 年度             | クラブ           | 背番号           | リーグ           | リーグ戦         | リーグ戦         | リーグ杯         | リーグ杯         | オープン杯       | オープン杯       | 期間通算         | 期間通算         |
| 年度             | クラブ           | 背番号           | リーグ           | 出場             | 得点             | 出場             | 得点             | 出場             | 得点             | 出場             | 得点             |
| 日本             | 日本             | 日本             | 日本             | リーグ戦         | リーグ戦         | リーグ杯         | リーグ杯         | 天皇杯           | 天皇杯           | 期間通算         | 期間通算         |
| ---------------- | ---------------- | ---------------- | ---------------- | ---------------- | ---------------- | ---------------- | ---------------- | ---------------- | ---------------- | ---------------- | ---------------- |
| 2018             | 仙台             | 41               | J1               | 0                | 0                | 1                | 0                | -                | -                | 1                | 0                |
| 2023             | 仙台             | 28               | J2               | 6                | 2                | -                | -                | 2                | 1                | 8                | 3                |
| 2024             | 仙台             | 28               | J2               | 15               | 0                | 1                | 1                | 1                | 0                | 17               | 1                |
| 2025             | 栃木SC           | 9                | J3               |                  |                  |                  |                  |                  |                  |                  |                  |
| 通算             | 日本             | 日本             | J1               | 0                | 0                | 1                | 0                | -                | -                | 1                | 0                |
| 通算             | 日本             | 日本             | J2               | 21               | 2                | 1                | 1                | 3                | 1                | 25               | 4                |
| 通算             | 日本             | 日本             | J3               |                  |                  |                  |                  |                  |                  |                  |                  |
| 総通算           | 総通算           | 総通算           | 総通算           | 21               | 2                | 2                | 1                | 3                | 1                | 26               | 4                |

- 2018年は2種登録選手。2022年は特別指定選手としての公式戦出場無し。

出場歴
- 公式戦初出場 - 2018年4月18日 ルヴァンカップ・グループステージ第4節 vsアルビレックス新潟（デンカビッグスワンスタジアム）
- Jリーグ初出場 - 2023年7月16日 J2第26節 vs ツエーゲン金沢（石川県西部緑地公園陸上競技場）
- Jリーグ初得点 - 2023年8月6日 J2第29節 vs ジュビロ磐田（エコパスタジアム）

## タイトル

### クラブ

#### 産業能率大学
- 第10回アミノバイタルカップ：優勝